# Opération Ozren (1941)
Pour les articles homonymes, voir Opération Ozren.
Seconde Guerre mondiale
Batailles
- Invasion de l'Albanie
- Guerre italo-grecque
- Invasion de la Yougoslavie
- Opération Châtiment
- Bataille de Grèce
- Opération Abstention
- Bataille de Crète
- Campagne de la mer Noire

L'opération Ozren est une opération anti-partisans en Croatie qui eut lieu du 3 au 12 décembre 1941

## But de l'opération
Les partisans ayant saboter et fait sauter les lignes de chemins de fer entre Maglaj et Doboj et entre Tuzla et Doboj, les forces de l'Axe lancent une offensive visant la destruction des concentrations de partisans Yougoslaves dans les vallées de la Bosna et de la Spreča ainsi que dans les monts Ozren en Bosnie-Herzégovine.
| \| Maglaj Doboj Tuzla monts Ozren \| |
| Maglaj Doboj Tuzla monts Ozren       |

## Forces en présence
Forces de l'Axe
 État indépendant de Croatie
- 20 bataillons de la 4e division d'infanterie croate formant 3 groupes de combat.
- 60 à 70 pièces d'artillerie
- 3 trains blindés

 Milice croate
- 4 à 5 bataillons de miliciens de la Légion Noire (oustachis)

Résistance
 Partisans
- Détachement, équivalent à environ 4 bataillons, de partisans Yougoslaves (NOP) [1].

## L'opération
Les forces de l'Axe ayant installée leur QG à Doboj, elles réussirent à atteindre la plupart de leurs objectifs géographique. Toutefois les partisans opposèrent une forte résistance, tout en se retirant de la zone.

## Bilan
Il aurait été dénombré 350 morts et de blessés pour les croates et 120 morts et des blessés pour les partisans.